# アイビーアーツ
株式会社アイビー・アーツ（IVY-ARTS）はかつて存在したゲームソフト制作会社。主に家庭用ゲームの企画・開発、業務用遊技機向けの映像制作、3DCGを中心とした映像の企画・制作などのデジタルコンテンツ作品の制作を手掛けていた。

## 概要
1998年、システムサコムのゲーム事業撤退に伴ない、一部のスタッフが独立する形で有限会社メディアジャングルとして設立される。
1999年、株式会社ジャングルへ組織改編及び社名変更の後、2003年にアイビー・アーツに社名変更。
2006年4月、大手パチスロメーカーの山佐株式会社と資本提携し、関連会社となる。
2016年10月25日、事業を停止し、弁護士に一任して自己破産申請の準備に入る。
同年11月11日、横浜地裁より破産手続開始の決定を受ける。
2017年11月2日、法人格が消滅。

## 製品

### コンシューマーゲーム

#### ドリームキャスト
- バイオハザード CODE:Veronica（カプコン）- イベントモーション
- シェンムー一章 横須賀（セガ）- プログラム、企画、グラフィック
- シェンムーII（セガ）- プログラム、企画、グラフィック
- 機天烈少年's ガンガガン（セガ）- オープニング
- アドバンスド大戦略（セガ）- CG

#### PlayStation
- 餓狼伝説 WILD AMBITION (SNK) - 移植開発
- 天誅 弐（アクワイア）- モーション

#### PlayStation 2
- 天星 SWORDS OF DESTINY（マーベラス）- ムービー制作

- ボボボーボ・ボーボボ ハジけ祭 （ハドソン）
- トロと休日（ソニー・コンピュータエンタテインメント）
- 一撃殺虫!!ホイホイさん（コナミ）
- BLACK CAT 機械仕掛けの天使（カプコン）

#### PlayStation 3
- 山佐DigiワールドSP パチスロ戦国無双（ヤマサエンタテインメント）
- メガゾーン23 青いガーランド（コンパイルハート）

#### PlayStation Portable
- イーディス メモリーズ ～新天魔界GOCV～（アイデアファクトリー）- 移植開発
- 恋愛番長 命短し、恋せよ乙女！Love is Power（アイデアファクトリー）- プログラム
- 月華繚乱ROMANCE（アイデアファクトリー）- プログラム

#### PlayStation Vita
- 月英学園 -kou-（アークシステムワークス）

#### Wii
- The World of GOLDEN EGGS ノリノリリズム系（AQインタラクティブ）
- Sakura Wars So Long My Love（Nis America） - PS2版サクラ大戦V 〜さらば愛しき人よ〜のWii版移植開発（国内未発売）

#### Nintendo 3DS
- ヨッシーNewアイランド（任天堂）- プログラム、デザイン
- マリオ&ソニック AT リオオリンピック（任天堂/セガ）- 企画、プログラム

#### XBOX
- ブリンクス2: バトル・オブ・タイム&スペース（マイクロソフト）- プログラム・企画

#### Xbox 360
- ブルードラゴン（マイクロソフト）- メインプログラム・企画・オーサリング
- ヴァンパイアレイン（AQインタラクティブ）- 企画・プログラム・グラフィック

### Windows PC
- ファンタジーアース（スクウェア・エニックス）- CG
- パーティーキャッスル（スクウェア・エニックス）

### 遊技機映像開発
- パチスロ戦国無双（山佐）
- 機動戦士ガンダムIII めぐりあい宇宙篇（山佐）- グラフィック
- CRギンギラパラダイス2（三洋物産）
- 海物語シリーズ（三洋物産）

### アイビーブランド
- Tomoca（SNSサービス）
- e-ラーニング（1-Nのコミュニケーションを実現するシステム）
- e-GLE（企業向けコミュニケーションツール）